# Edwin Beard Budding
Edwin Beard Budding (* 25. August 1796 in Stroud, Gloucestershire; † 25. September 1846 ebenda) war ein englischer Ingenieur und Erfinder des Spindelmähers und des Engländers.

## Leben und Werk
Edwin Beard Budding kam als Sohn eines Grundbesitzers in Stroud, Gloucestershire zur Welt. Nach einer Tischlerlehre wendete er sich der Metallbearbeitung zu. Um 1827 entwarf er eine mehrläufige Pepper Box Pistole. In einer Tuchfabrik sah er, wie der Stoff nach dem Weben mit einem Schneidzylinder beschnitten wurde, um eine glatte Oberfläche zu erlangen. Budding erkannte, dass sich das Konzept einer sich gegen eine zweite feststehende drehende Klinge auch auf das Schneiden von Gras, das bis dahin mit einer Sense gemäht werden musste, übertragen ließ. Am 31. August 1830 meldete er den Rasenmäher, dessen Klingenbreite 480 mm betrug, zum Patent an. Da die Kette noch nicht erfunden war, wurde die Kraft mittels eines Zahnradwerks aus Gusseisen übersetzt. Der Erfinder wurde von manchen Zeitgenossen für irre gehalten und erprobte darum seine Maschine bei Nacht – weswegen man ihn angeblich für mondsüchtig hielt. Tests im Londoner Regent’s Park zeigten jedoch, dass sich mit seiner Erfindung sechs bis acht Gärtner einsparen ließen.
Zusammen mit John Ferrabee baute er in dessen Fabrik, den Phoenix Iron Works in Stroud, die ersten Rasenmäher. Während Budding für die technische Entwicklung zuständig war, kümmerte sich Ferrabee um die Vermarktung. 1832 verkauften sie das Patent an die Firma Ransomes in Ipswich, die bis 1840 über 1000, bis 1858 mehr als 7000 Budding-Rasenmäher absetzte und die Erfindung weiterentwickelte. Dank dieser Erfindung war der Unterhalt großer Rasenflächen, die bis dato mit der Sense gemäht werden mussten, kein Privileg des Adels mehr; große, kurzgeschorene Rasenflächen in Parks oder auf Sportplätzen erscheinen heute selbstverständlich, doch sie zu unterhalten, ist technisch und finanziell erst seit Buddings Erfindung möglich. Der Konstrukteur selbst bewarb die Maschine mit der Bemerkung: “Country gentlemen may find, in using my machine themselves, an amusing, useful, and healthy exercise.”
Von Budding erfundene Mäher sind im Stroud Museum, dem London Science Museum, dem Rasenmähermuseum in Southport und im Milton Keynes Museum ausgestellt. Mit dem von der Golf Course Superintendents of America gestifteten Edwin Budding Award werden herausragende Technikentwicklungen im Golfsport ausgezeichnet.
Budding starb 1846 an den Folgen eines Herzanfalls. Sein Grab befindet sich in der Ortschaft Dursley in der Grafschaft Gloucestershire.